# Święto Słońca (album)
Święto Słońca – siódmy studyjny album polskiego zespołu folkowego Kapela ze Wsi Warszawa, wydany 7 października 2015 w postaci podwójnej płyty kompaktowej nakładem wytwórni Karrot Kommando.

## Lista utworów

### CD 1: Słońce (A)
1. Leeeć
2. Jan Sobótkowy
3. Na sobótce była
4. Kalinowy ober
5. Kalinowy sadek
6. Tarninowy ogień
7. Isue [WVB rework]

### CD 2: Księżyc (B)
1. Zakołysanka – alap
2. Zakołysanka
3. Polka Ryfka
4. Wianuszkowy
5. Bida blues
6. Ku Słońcu

## Wykonawcy
- Kapela ze Wsi Warszawa:
  - Magdalena Sobczak – głos, cymbały
  - Sylwia Świątkowska – głos, skrzypce, fidel płocka, suka biłgorajska, altówka
  - Ewa Wałecka – głos, skrzypce, lira korbowa
  - Piotr Gliński – baraban, perkusjonalia
  - Paweł Mazurczak – kontrabas
  - Maciej Szajkowski – bęben obręczowy, perkusjonalia
  - Miłosz Gawryłkiewicz – trąbka, skrzydłówka

- Goście specjalni:
  - Mercedes Peón – głos, oddech, elektronika, gaita galega, pandeireta [A1, A2, A4, A5, A7, B2, B3, B5]
  - Kayhan Kalhor – kemanche [B4, B6]
  - Ustad Liaquat Ali Khan – głos [A3], sarangi [A6, B1, B2]
  - DJ Feel-X (Kaliber 44) – skrecze, elektronika [A6]
  - Michał Zaborski (Atom String Quartet) – altówka [B5]
  - Sanjay Khan – głos [A3, A6, B2], harmonium [B4]
  - Amrat Hussain – tabla [A3]

## Nagrody i wyróżnienia
- "Najlepsze płyty roku 2015 - Polska" według Wyborczej / mediów Agory: 15. miejsce[2]